# Troublemaker Studios
Pour les articles homonymes, voir Troublemaker.
Troublemaker Studios est une société américaine de production de films fondée en 2000 par Robert Rodriguez et son ex-femme Elizabeth Avellan. Anciennement Los Hooligans Productions (créée en 1991), la société a produit principalements les films de Rodriguez tels que Il était une fois au Mexique... Desperado 2, la saga Spy Kids, Sin City...
Robert Rodriguez joue un rôle considérable dans la compagnie, située à Austin au Texas. Il s'occupe de montage, de production, de photographie, des effets visuels...
La compagnie utilise principalement les studios d'Austin, managés par l'Austin Film Society et situés sur le site de l'ancien aéroport Robert Mueller Municipal Airport. Les bureaux de la compagnie sont situés dans l'ancienne maison de Robert Rodriguez.
En 2012, Robert Rodriguez annonce la création de la société Quickdraw Animation, une division spécialisée dans l'animation. L'un des premiers projets pourrait être une adaptation de la bande dessinée Métal hurlant.

## Productions

### Los Hooligans Productions
- 1991 : Bedhead (court-métrage) de Robert Rodriguez
- 1992 : El Mariachi de Robert Rodriguez
- 1995 : Desperado de Robert Rodriguez
- 1996 : Une nuit en enfer (From Dusk Till Dawn) de Robert Rodriguez
- 1998 : The Faculty de Robert Rodriguez
- 1999 : Une nuit en enfer 2 : Le Prix du sang (From Dusk Till Dawn 2: Texas Blood Money) de Scott Spiegel
- 1999 : Une nuit en enfer 3 : La Fille du bourreau (From Dusk Till Dawn 3: The Hangman's Daughter) de P.J. Pesce

### Troublemaker Studios
- 2001 : Spy Kids de Robert Rodriguez
- 2002 : Spy Kids 2 : Espions en herbe (Spy Kids 2: Island of Lost Dreams) de Robert Rodriguez
- 2003 : Del Castillo: Live (concert) de Robert Rodriguez
- 2003 : Spy Kids 3 : Mission 3D (Spy Kids 3-D: Game Over) de Robert Rodriguez
- 2003 : Il était une fois au Mexique... Desperado 2 (Once Upon a Time in Mexico) de Robert Rodriguez
- 2005 : Sin City de Robert Rodriguez et Frank Miller
- 2005 : Les Aventures de Shark Boy et Lava Girl (The Adventures of Shark Boy and Lava Girl in 3-D) de Robert Rodriguez
- 2007 : Grindhouse de Robert Rodriguez et Quentin Tarantino
  - 2007 : Planète Terreur (Planet Terror) de Robert Rodriguez
  - 2007 : Boulevard de la mort (Death Proof) de Quentin Tarantino
- 2009 : Shorts de Robert Rodriguez
- 2010 : Predators de Nimród Antal
- 2010 : Machete de Robert Rodriguez et Ethan Maniquis
- 2013 : Machete Kills de Robert Rodriguez
- 2014 : Sin City : J'ai tué pour elle (Sin City: A Dame to Kill For) de Frank Miller et Robert Rodriguez
- 2018-présent : Spy Kids : Mission critique (Spy Kids: Mission Critical) (série télévisée d'animation)
- 2019 : Alita: Battle Angel de Robert Rodriguez
- 2019 : UglyDolls de Kelly Asbury
- 2020 : C'est nous les héros (We Can Be Heroes) de Robert Rodriguez
- 2023 : Spy Kids: Armageddon de Robert Rodriguez